# Spodoptera frugiperda
Sâu keo mùa thu hay sâu keo hại ngô (Danh pháp khoa học: Spodoptera frugiperda là một loài bướm đêm trong họ Noctuidae. Trong giai đoạn biến thái sâu của chúng, loài này được xem là loài gây hại cho nông nghiệp, tàn phá cây ngô (bắp), chúng đã xuất hiện và gây hại trên diện rộng ở Việt Nam tại các tỉnh như Sơn La, Lào cai, Thái Bình, Bắc Kan, Nghệ An, Thanh Hóa, Đồng Nai, Huế...

## Hình ảnh

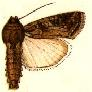
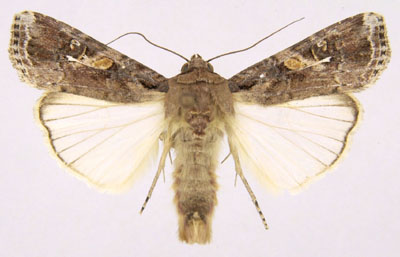